# Sphaerodactylus homolepis
Espèce
Synonymes
- Sphaerodactylus homolepis var. carinatus Andersson, 1916
- Sphaerodactylus mertensi Wermuth, 1965

Statut de conservation UICN

 LC  : Préoccupation mineure
Sphaerodactylus homolepis est une espèce de geckos de la famille des Sphaerodactylidae.

## Répartition
Cette espèce se rencontre :
- dans le sud du Nicaragua ;
- au Costa Rica ;
- au Panama.

## Publication originale
- Cope, 1886 : Thirteenth Contribution to the Herpetology of Tropical America. Proceedings of the American Philosophical Society, vol. 23, n. 122, p. 271-287 (texte intégral).